# Geersdijk
Geersdijk (51° 34′ N, 3° 46′ L) é uma cidade dos Países Baixos, na província de Zelândia. Geersdijk pertence ao município de Noord-Beveland, e está situada a treze quilômetros, a nordeste de Middelburg.
Em 2001, a cidade de Geersdijk tinha 204 habitantes. A área urbana da cidade é de 0.046 quilômetros quadrados, e tem cem residências. A área de Geersdijk, que também inclui as partes periféricas da cidade, bem como a zona rural circundante, tem uma população estimada em trezentos habitantes.